# Mendel

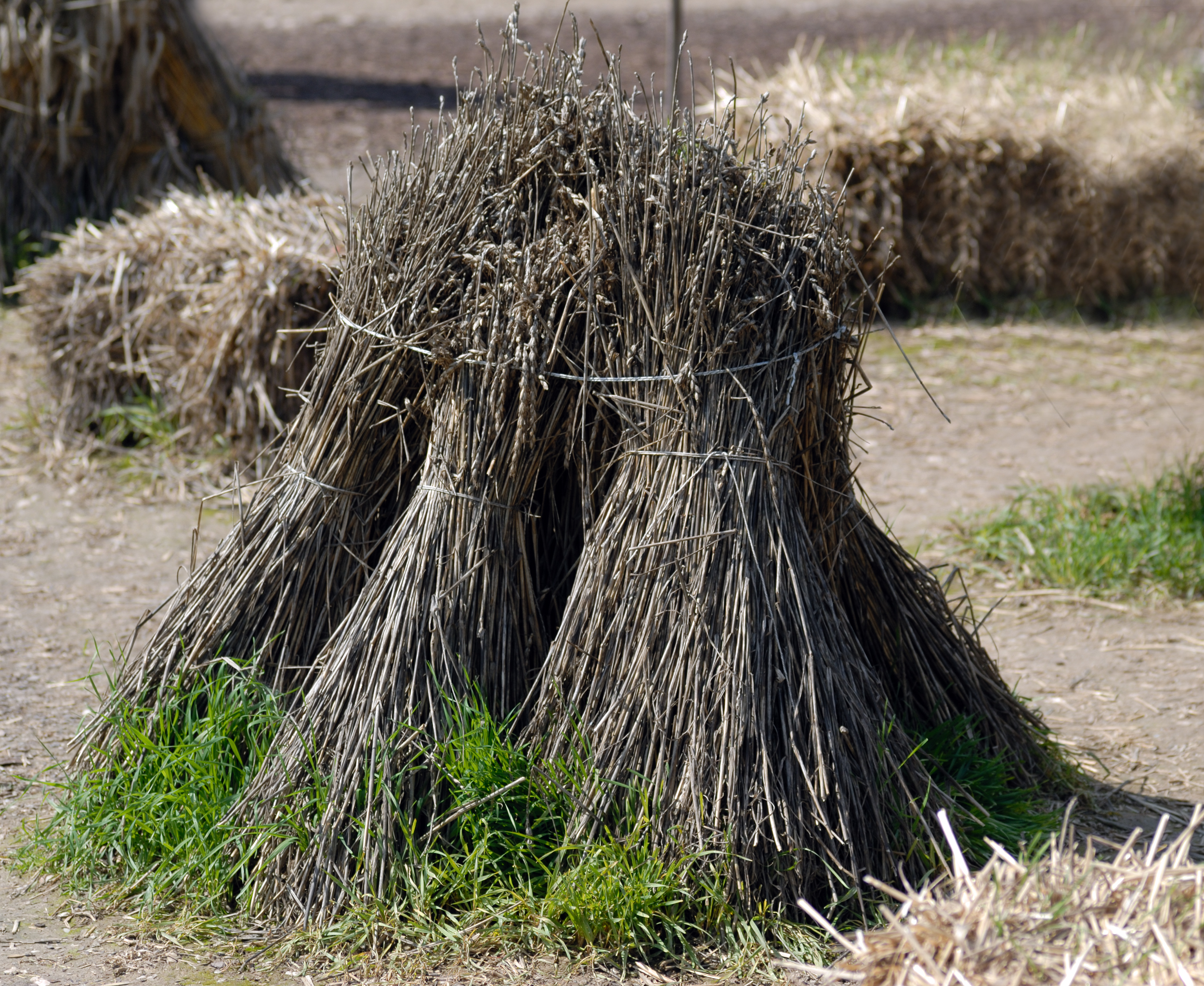
Sztyga ustawiona ze snopów orkiszu

Mendel (z niem. mandel) – zwyczajowa miara liczbowa: 15 sztuk, czyli 1/4 kopy, stosowane w Polsce od XIV wieku. Gdzieniegdzie mendel liczył 16 (mendel chłopski). 
Miara stosowana w odniesieniu do produktów rolnych np. jajek, drobiu. Określenie to bywa jeszcze spotykane na bazarach.
Na Podkarpaciu specyficznie układano snopy zboża w mendle. Cztery snopy były kładzione na ziemi kłosami do środka, a następnie układało się dwie następne warstwy; na wierzchu w formie daszka układane były trzy snopy. W niektórych okolicach mendlami nazywało się sztygi.